# Béal na mBláth

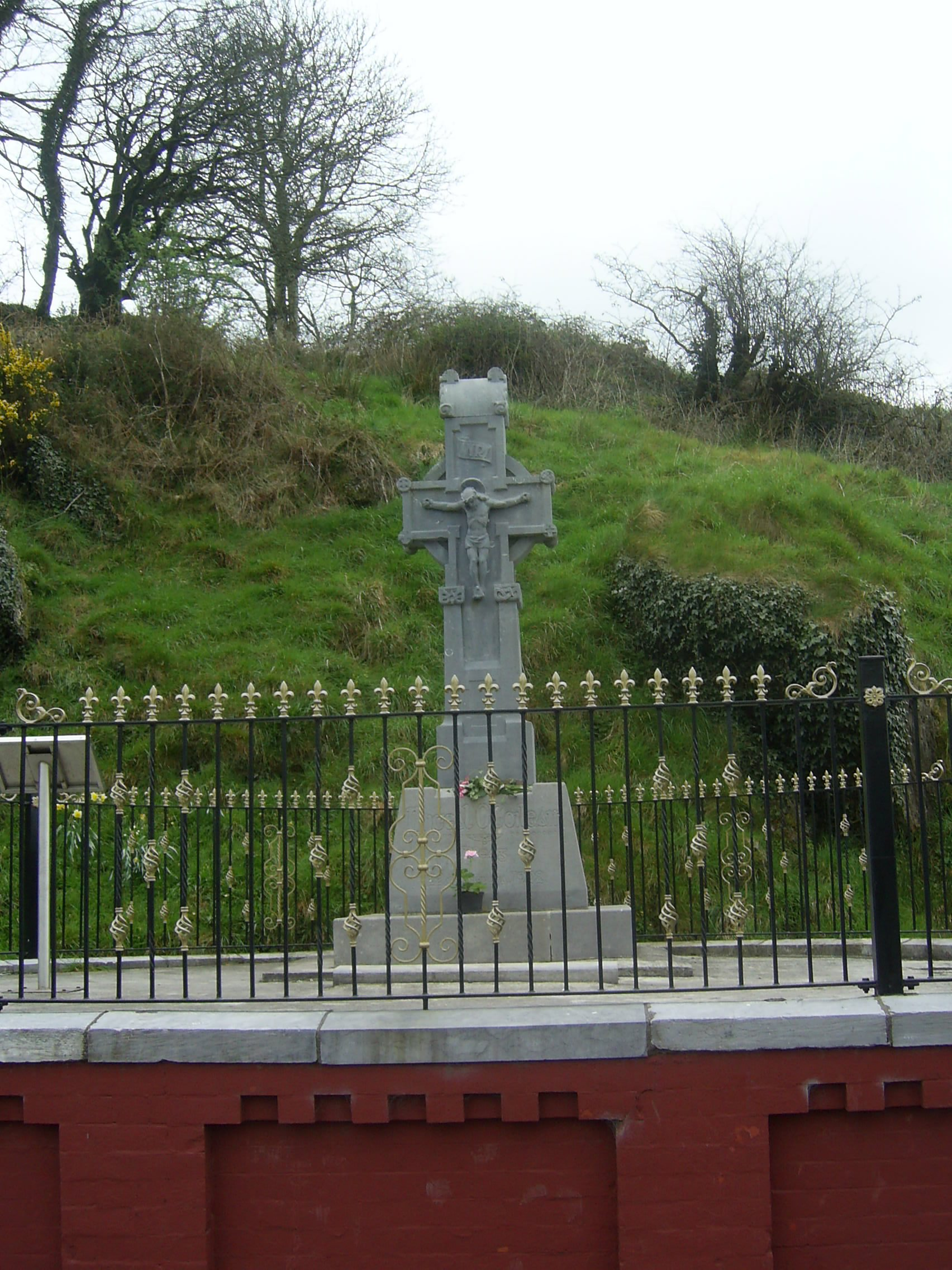
Béal na mBláth

Béal na mBláth (iriska för mun av blommor, alt. 'Béal na Bláth') är en liten by i västra Cork på Irland. Byn är mest känd för att vara platsen där mordet på Michael Collins skedde den 22 augusti 1922 under Irländska inbördeskriget.